# Barnängsgatan

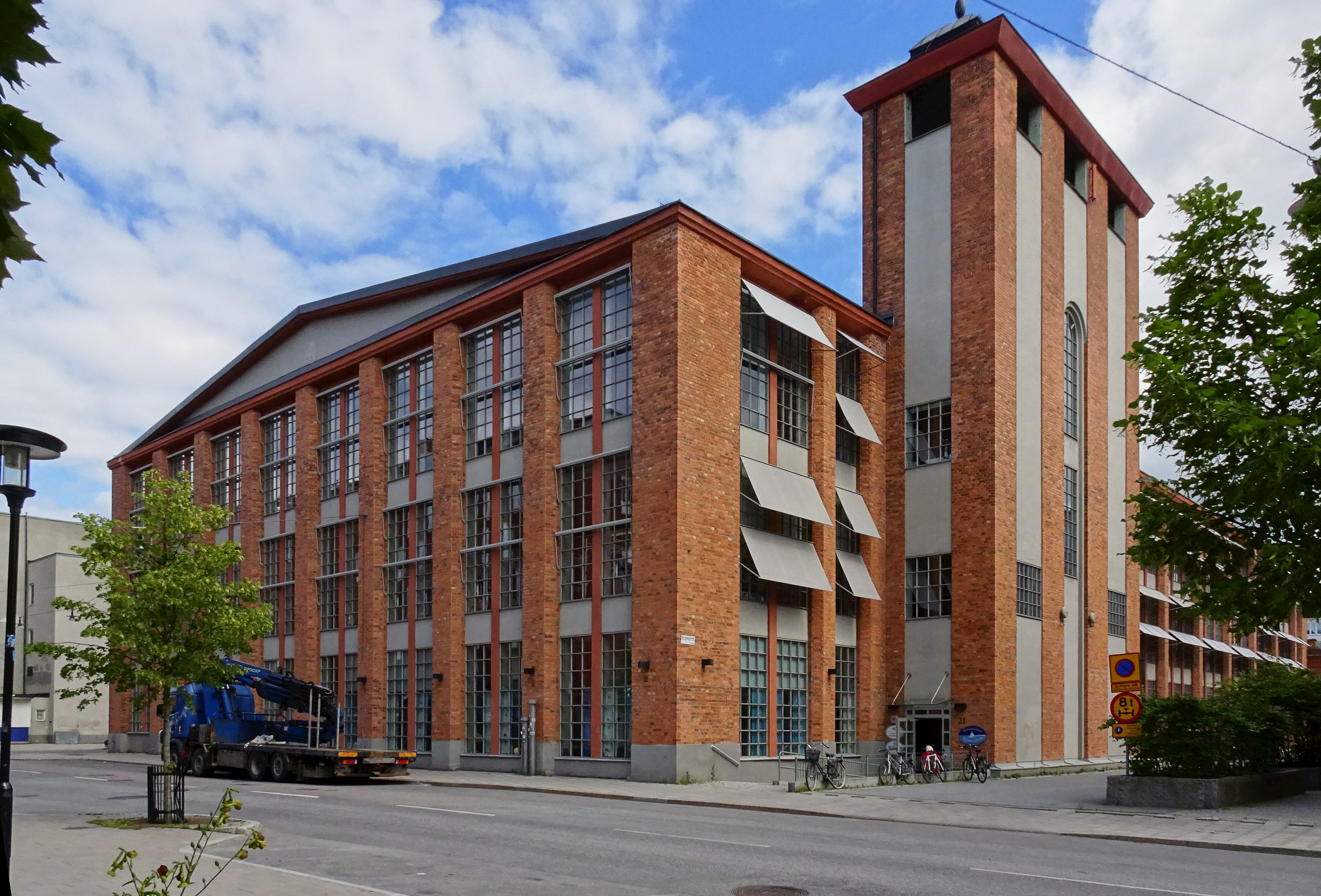
Barnängsgatan 21, f.d. Stockholms Bomullsspinneri- och Väfveri.

Barnängsgatan är en gata på östra Södermalm i Stockholm. Den fick sitt nuvarande namn vid Namnrevisionen i Stockholm 1885. Gatan sträcker sig från Bondegatan i norr till Färgargårdstorget i söder.

## Historik

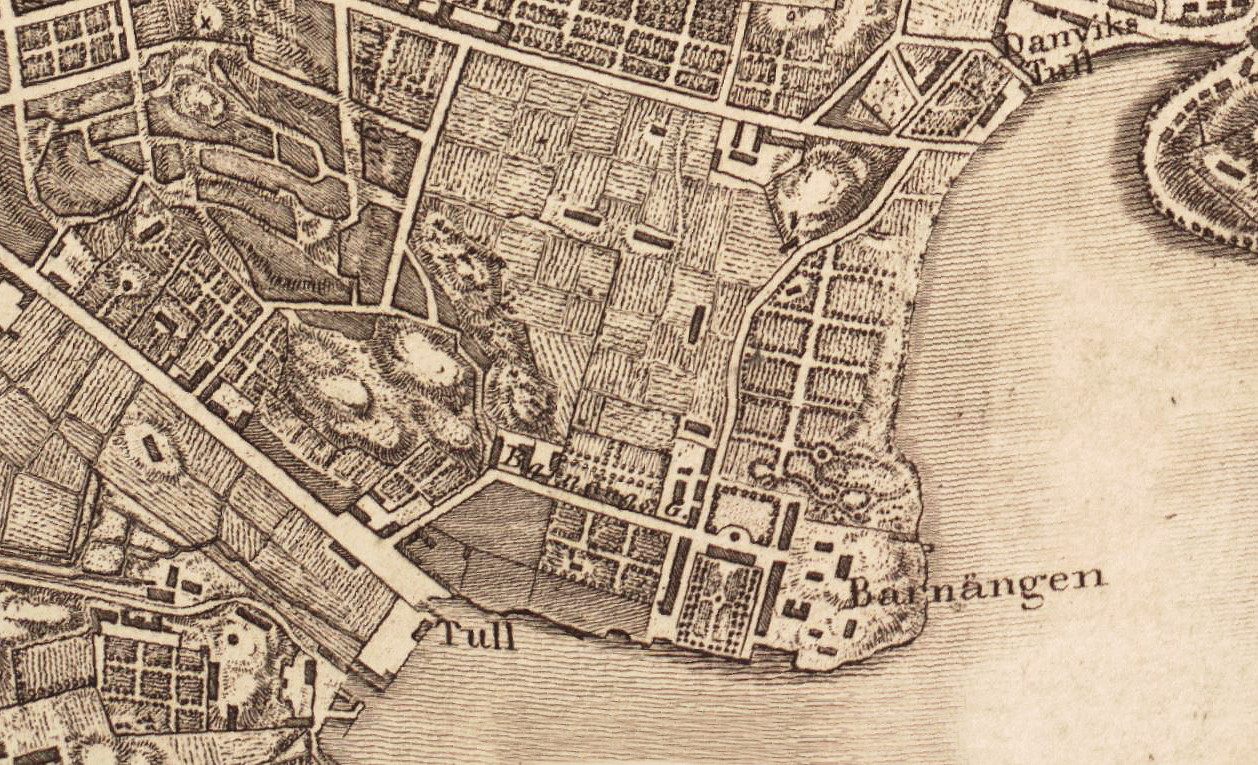
Barnängens ägor 1805.

Förleden Barnängen är en förenkling av Barnstuguängen och kommer från ett barnhospital som Danvikens Hospital planerade att låta uppföra på ängarna invid Hammarby sjös västra strand i slutet av 1500-talet. I hospitalets räkenskaper talas om "det nya hospitalet" och om "barnstugan vid Hammarby sjö". Man kan därför utgå ifrån att planerna förverkligades.
Gatans föregångare var en enkel stig som sträckte sig i nord-sydlig riktning över Barnängens ägor på vilka sedan slutet av 1600-talet anlades flera industrier. År 1782 uppfördes den ännu bevarade Barnängens herrgård. En Barn Engs gata finns angivet på Petrus Tillaeus karta från 1733. Den hade dock en annan sträckning och motsvarar dagens Gaveliusgatan som är uppkallad efter handelsmannen Jacob Gavelius vilken 1691 startade Barnängens manufaktur.

## Gatans planering
I samband med Lindhagenplanens förverkligande lades 1885 en rutnätsplan med rektangulära kvarter över Södermalms östra delar och gatan fick i stort sett sin nuvarande sträckning. Enligt namnberedningen ”… den närmast om Dufnäsgatan med denna jämnlöpande gata mellan Ringvägen och Hammarby Strand”. Enligt ett regleringsförslag från 1930- och 1940-talen skulle Barnängsgatan förlängas västerut och kopplas samman med Götgatan. Så blev det dock inte och där gatan skulle ha gått finns idag bland annat Barnängs tvärgränd, Stora och Lilla Blecktornsparken, Hammarby IP och Tullgårdsparken.

## Bebyggelse

### Östra sidan
Längs med gatans östra sida märks Barnängens herrgård med sina byggnader och park. Norr därom ligger röda tegelbyggnader för före detta Stockholms Bomullsspinneri- och Väfveri AB. Fabriksanläggningen, som ritades 1916–1917 av Cyrillus Johansson, bedömdes ha högt kulturhistoriskt värde och är q-märkt i detaljplanen.
I nästa kvarter (Persikan 5) låg SL:s buss- och vagngarage Söderdepån (även kallad Söderhallen) som ritades 1955 av arkitektkontoret Erik Vestergren & Cyril Marcus för Stockholms spårvägar. Sedan 1990 inrymdes Stockholms spårvägsmuseum i det tidigare bussgaraget. I samma lokal låg sedan 2005 Stockholms leksaksmuseum. Stockholms stadsbyggnadskontor har upprättat en detaljplan (S-Dp 2013-01783) som innebär att bussgaraget rivs och ersätts med sju nya bostadskvarter i 5–10 våningar och omkring 1 170 lägenheter. Planförslaget godkändes efter ändringar i november 2016. Depån revs 2018-19.

### Västra sidan
Fastigheten Riset 10 är ett bostadshus ritat 1949 av arkitekt Ernst Grönwall. Bostadskomplexet är grönmärkt av Stockholms stadsmuseum, vilket betyder att "bebyggelsen är särskilt värdefull från historisk, kulturhistorisk, miljömässig eller konstnärlig synpunkt".
De övriga bostadshusen i Fikonet 5, 7 och 8 uppfördes i mitten av 1960-talet i ramen för miljonprogrammet med Höjer & Ljungqvist som arkitekt.

### Bilder

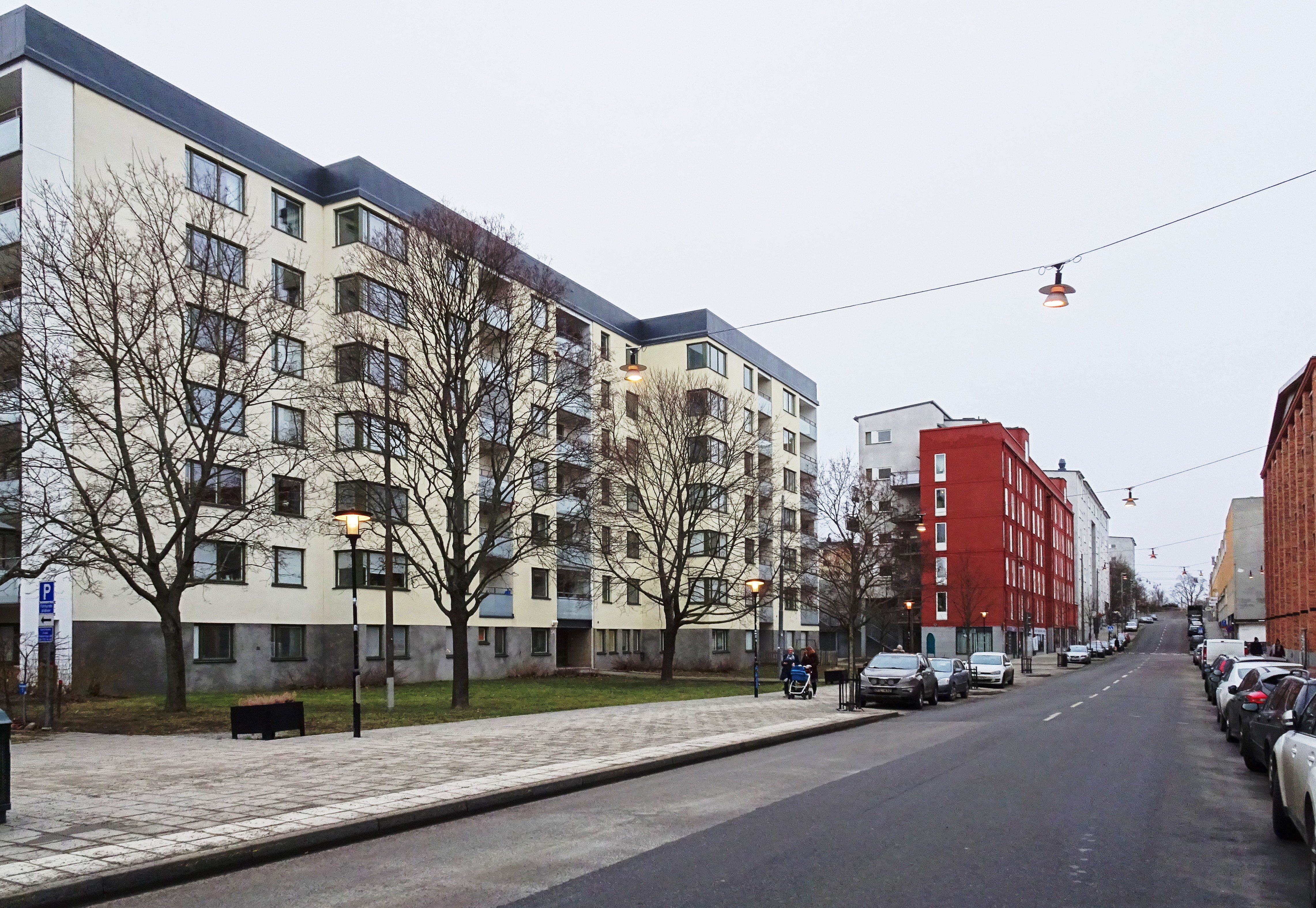
Fastigheterna Fikonet 7 och 8, arkitekt Höjer & Ljungqvist.
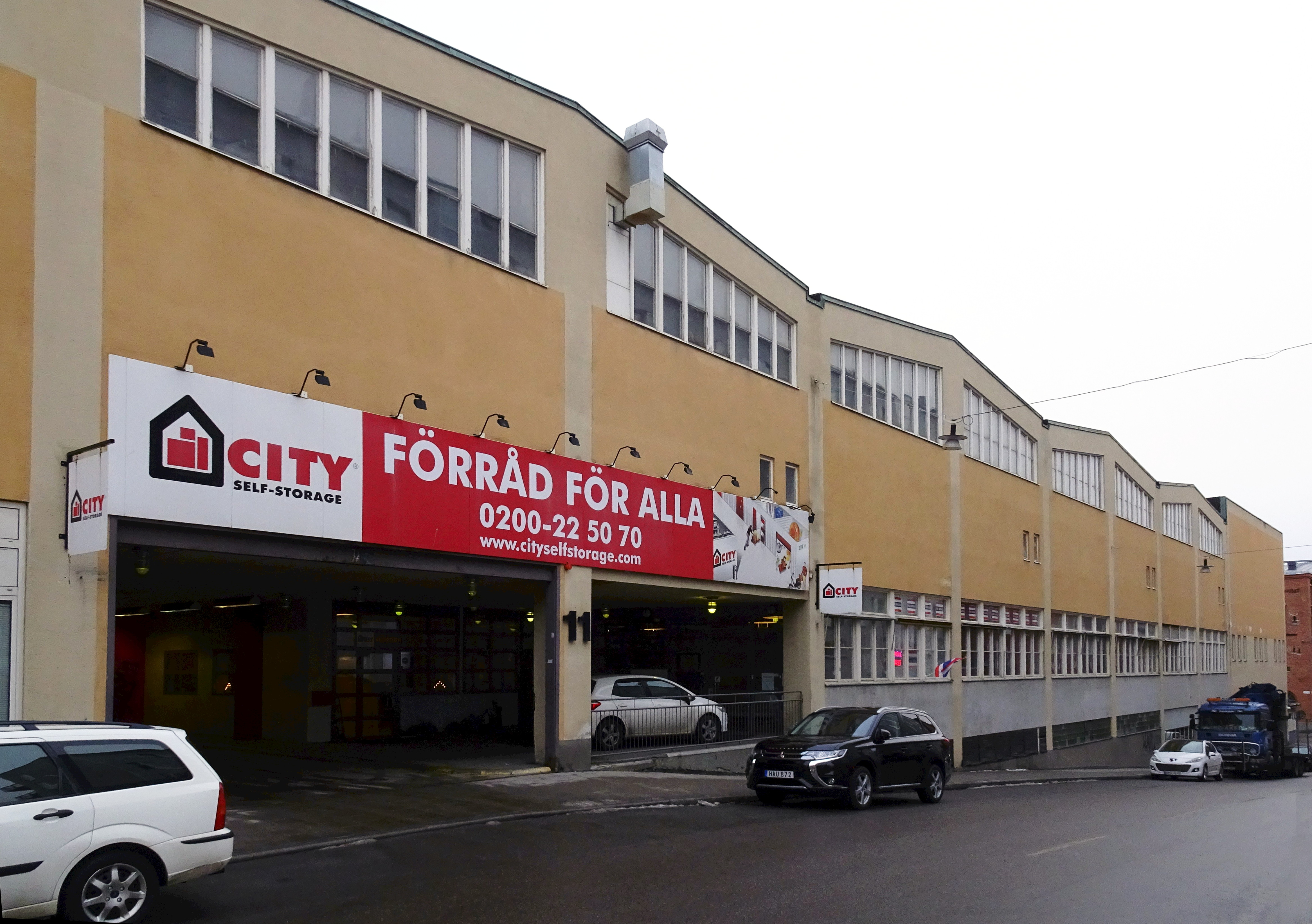
Söderdepåns fasad mot Barnängsgatan.
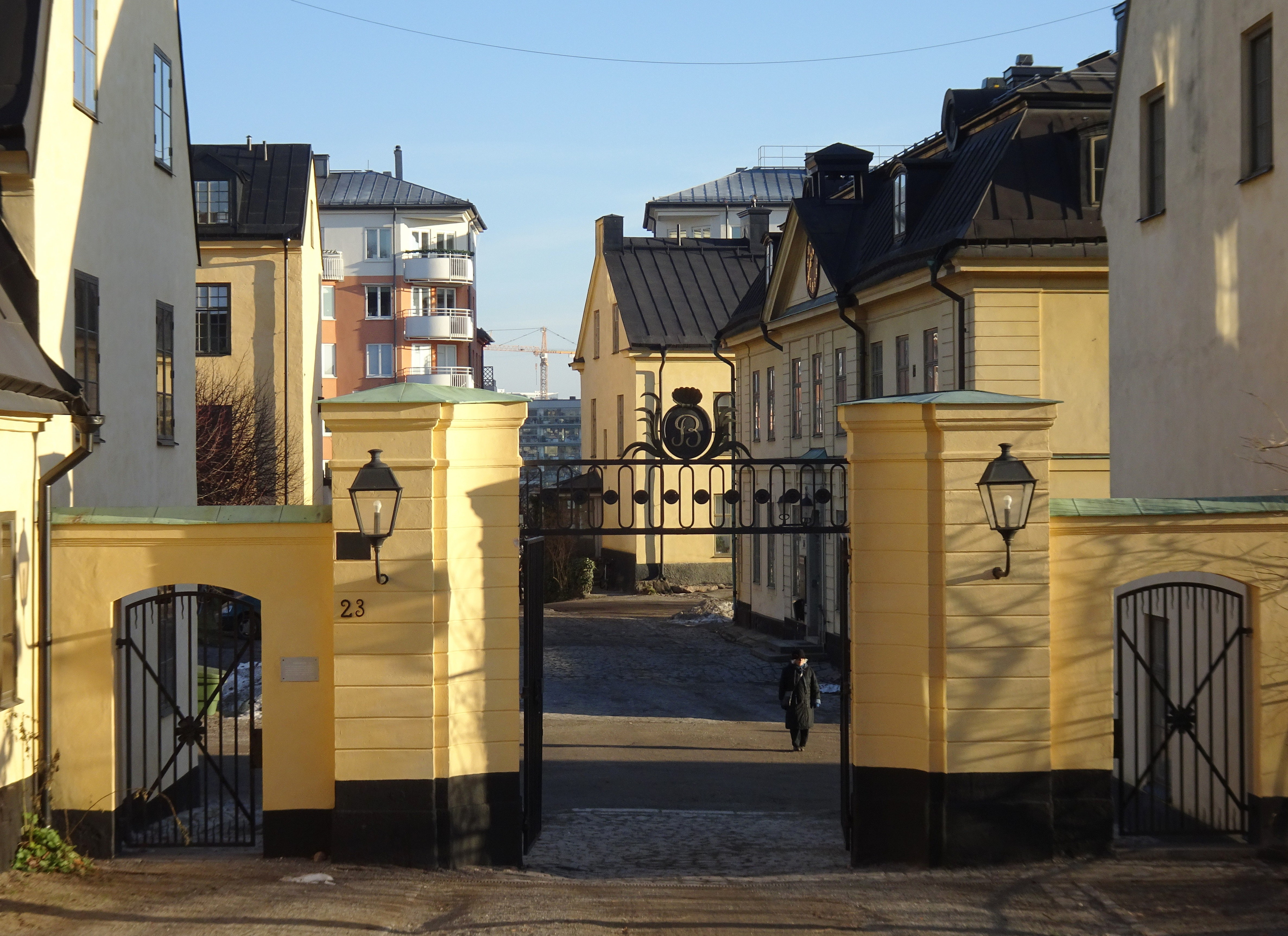
Portal till Barnängens herrgård.
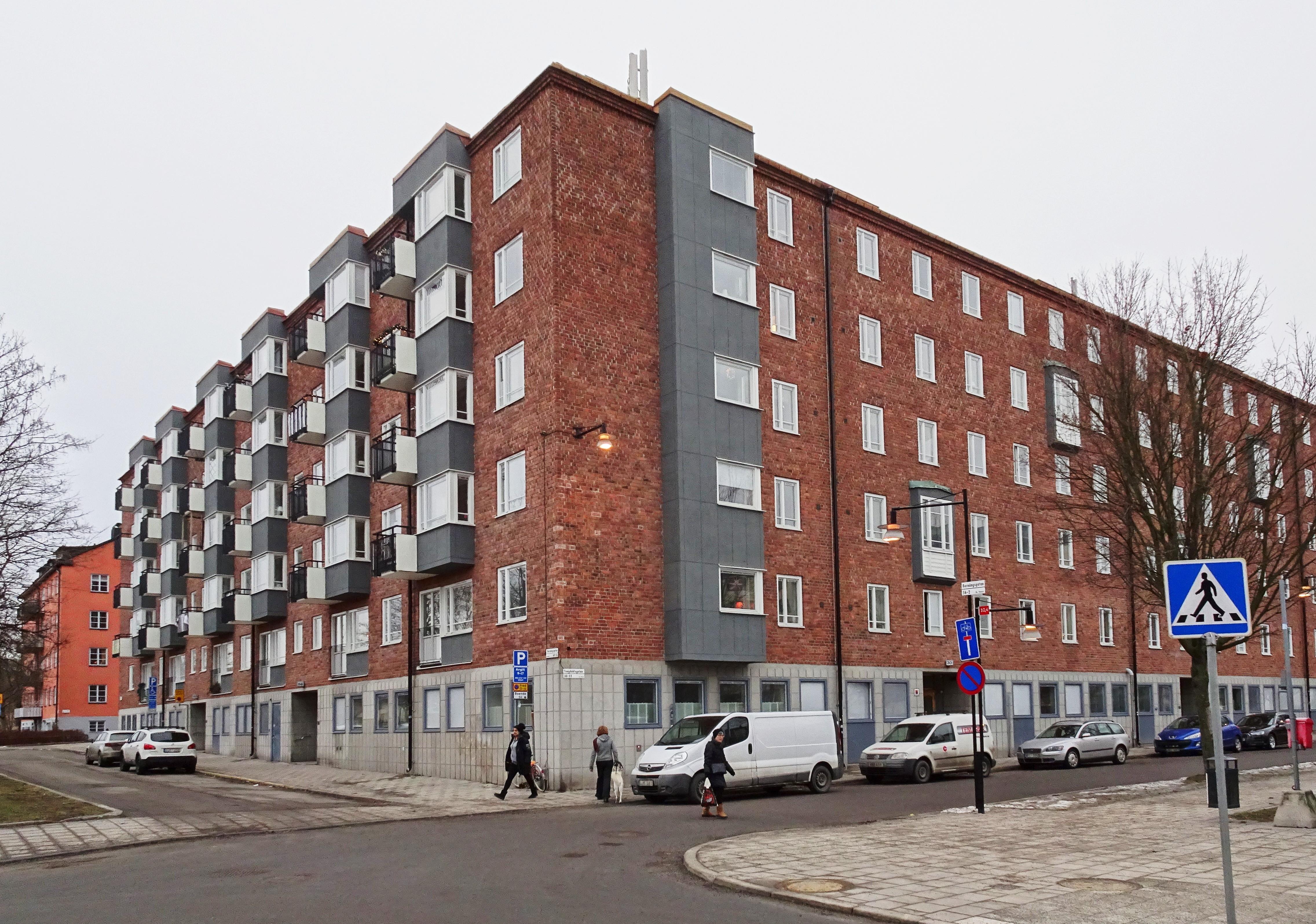
Fastigheten Riset 10, arkitekt Ernst Grönwall.